# 粤澳电力联网
粤澳电力联网又称粤电输澳、电力输澳，是廣東省和澳門之間的电力基础设施互联項目。

## 歷史
1980年代初，澳门的用电高峰期供电能力不足，时任澳门中华总商会理事长的何贤与广东省委、广东省政府协商，最終建成從珠海变电站到澳北变电站2回110千伏的珠澳A、B架空线路，1984年6月正式投产，粤澳电力联网实现。起初廣東向澳门输送电量為0.47亿千瓦时。
2006年5月，珠海南屏站到澳门氹仔站2回110千伏南澳A、B线建成投产。
2008年6-7月，粤澳联网220千伏第一通道（北通道）——220千伏珠河甲乙线和220千伏拱河线投产。当年，廣東向澳门供电23.06亿千瓦时，约占澳门全社会用电量的66.5%。
2012年6月，粤澳联网220千伏第二通道（南通道）——220千伏琴莲甲乙线建成投产，2015年8月，220千伏琴莲丙线建成投产。
2018年2月，由南方电网和澳门电力共同投资建设电力输澳第三通道（中通道）开工建设。2022年11月25日，粤澳联网220千伏第三通道投产。截至2021年，粤电输澳达到51.92亿千瓦时，约占澳门全社会用电量的九成。截至2022年10月30日，南方电网累计对澳门输送电量达到644亿千瓦时。